# Космос-1545
Космос-1545 је један од преко 2400 совјетских вјештачких сателита лансираних у оквиру програма Космос.
Космос-1545 је лансиран са космодрома Плесецк, СССР, 21. марта 1984. Ракета-носач Сојуз је поставила сателит у орбиту око планете Земље. Маса сателита при лансирању је износила 6300 килограма. Космос-1545 је био војни сателит.